# 工业园区街道
工业园区街道，是中华人民共和国新疆维吾尔自治区伊犁哈萨克自治州霍尔果斯市下辖的一个街道办事处。
2014年，伊犁哈萨克自治州人民政府批复同意设立工业园区街道办事处。

## 行政区划
工业园区街道下辖以下地区：
英塔尔社区、苏新社区和拱宸社区。